# Quartier de la Chapelle

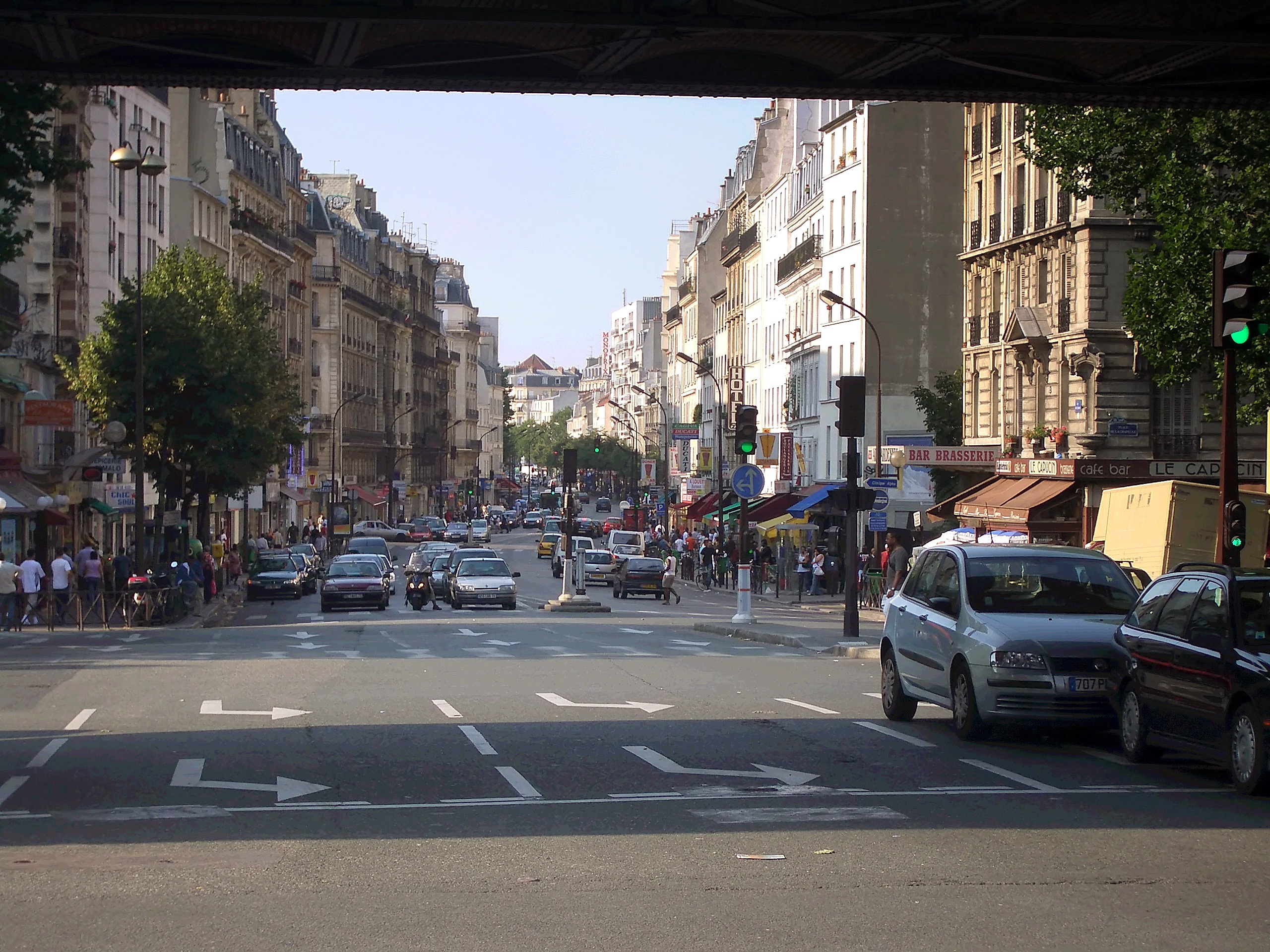
Ulice Rue Marx Dormoy

Quartier de la Chapelle (čtvrť Kaple) je 72. administrativní čtvrť v Paříži, která je součástí 18. městského obvodu. Má rozlohu 134,8 ha a ohraničují ji ulice Boulevard de la Chapelle na jihu, Rue Marx-Dormoy, Rue de la Chapelle a Avenue de la Porte-de-la-Chapelle na západě, Boulevard périphérique na severu a Rue d'Aubervilliers na východě.

## Historie
Mezi kopci Montmartre a Belleville vznikla vesnice La Chapelle, po které nese název dnešní čtvrť. Ležela při cestě (dnes ulice Rue Marx-Dormoy a Rue de la Chapelle) vedoucí z Paříže do opatství v Saint-Denis. V 6. století zde vznikla kaple svaté Jenovéfy, po které vesnice získala jméno (la chapelle = kaple).
Dne 3. září 1429 se v La Chapelle zastavila Johanka z Arku, která se v kapli modlila před útokem na Paříž. Ačkoliv si přála pokračovat v tažení na Paříž, panovník jí nařídil stáhnout se do Saint-Denis.
Až do Francouzské revoluce patřila vesnice La Chapelle k panství Saint-Denis. Byla to venkovská oblast tvořená zástavbou podél cesty do Saint-Denis.
Průmyslový rozvoj v 19. století znamenal silný demografický nárůst a příliv nových dělníků, což zcela proměnilo La Chapelle. Především výstavba železnice v letech 1836–1856 a otevření Severního nádraží znamenaly skutečný zlom. Zatímco v roce 1831 zde žilo 2440 osob, v roce 1836 to bylo již 4177, o deset let později 14 398 a v roce 1856 činil počet obyvatel 33 355.
V roce 1859 bylo rozhodnuto o rozšíření Paříže až k tehdejším městským hradbám. Tím se o rok později obec La Chapelle rozkládající se převážně uvnitř hradeb stala součástí hlavního města. Zbývající území, které se nacházelo už za hradbami, bylo rozděleno mezi města Saint-Ouen, Saint-Denis a Aubervilliers.
V roce 2017 se ve čtvrti začaly množit případy sexuálního obtěžování žen. Čtvrť začala být některými obyvateli označována za tzv. no-go zónu pro ženy. V reakci na útoky byly posíleny policejní hlídky v oblasti.

## Vývoj počtu obyvatel
| Rok sčítání | Počet obyvatel | Hustota zalidnění (ob./km²) |
| ----------- | -------------- | --------------------------- |
| 1954        | 25 412         | 18 852                      |
| 1962        | 23 528         | 17 454                      |
| 1968        | 21 882         | 16 233                      |
| 1975        | 20 595         | 15 278                      |
| 1982        | 20 192         | 14 979                      |
| 1990        | 22 208         | 16 478                      |
| 1999        | 24 037         | 17 832                      |